# Lucien Quélet
Lucien Quélet (Montécheroux (Doubs), 14 de juliol de 1832 – Hérimoncourt, 25 d'agost de 1899) va ser un naturalista i micòleg francès. Descobrí diverses espècies i va ser el fundador i primer president de la Société mycologique de France, una societat dedicada a la micologia.
Quélet aviat s'interessà també per la botànica, l'ornitologia i la malacologia. Va estudiar al college de Montbéliard, i més tard estudià medicina a Estrasbourg.
L'any 1888, va escriure el llibre Flore mycologique de la France et des pays limitrophes
Quélet també va descriure les següents espècies en micologia:
- Agaricus bitorquis
- Amanita aspera
- Bondarzewia montana
- Clavariadelphus truncatus
- Collybia cirrhata
- Lepiota aspera
- Lepiota castanea[3]
- Russula amethystina
- Tricholoma pardinum
- Xerocomellus armeniacus

Diferents tàxons reben el nom de Quélet, incloent les espècies Amanita queletii, Boletus queletii, Entoloma queletii, Russula queletii, i el gènere Queletia.